# Balașivka, Berezne
Balașivka (în ucraineană Балашівка) este localitatea de reședință a comunei Balașivka din raionul Berezne, regiunea Rivne, Ucraina.

## Demografie
Componența lingvistică a localității Balașivka
     Ucraineană (99,89%)
     Alte limbi (0,11%)
Conform recensământului din 2001, majoritatea populației localității Balașivka era vorbitoare de ucraineană (99,89%), existând în minoritate și vorbitori de alte limbi.